# Чемпіонат Німеччини з хокею 1921
Чемпіонат Німеччини з хокею 1921 — 5-й регулярний чемпіонат Німеччини з хокею, чемпіоном став клуб СК Берлін.
Право брати участь у чемпіонаті отримали всі аматорські команди Німецького Союзу ковзанярів (DEV), але не більше двох команд з одного міста або району. Матчі чемпіонату проходили на озері Ріссерзеє в містечку Гарміш-Партенкірхен 27 лютого 1921 року.

## Фінал
- СК Берлін — МТВ Мюнхен 1879 6:0

## Склад чемпіонів
Склад СК Берлін: Гюнтер Ран, Вернер Глімм, Макс Гольцбоер, Нільс Моландер, Вальтер Закс, Альфред Штайнке.